# (37014) 2000 TW55
2000 TW55 (asteroide 37014) é um asteroide da cintura principal. Possui uma excentricidade de 0.09669420 e uma inclinação de 10.53669º.
Este asteroide foi descoberto no dia 1 de outubro de 2000 por LINEAR em Socorro.